# Crazy Love – Hoffnungslos verliebt
Crazy Love – Hoffnungslos verliebt (Originaltitel Chasing Destiny) ist eine US-amerikanische Filmkomödie des Regisseurs Tim Boxell aus dem Jahr 2001.

## Handlung
Der Schuldeneintreiber Bobby Moritz ist unter anderen für den Fall des Musikers Jet James zuständig. Jet James liegt im Krankenhaus im Sterben, seine als Köchin tätige Tochter Jessy besucht ihn.
Moritz verschleiert seine Identität und verabredet sich mit Jessy. Als Jessy klar wird, wie kritisch der Zustand ihres Vaters ist, fragt sie die Krankenschwester Finnegan, ob eine Verabredung zu diesem Zeitpunkt angebracht sei. Finnegan bejaht es.
Die zweifelnde Jessy will trotzdem Bobby die Haustür nicht öffnen und tut so, als ob sie abwesend wäre. Als Bobby ein Gedicht unter die Haustür schiebt, offnet Jessy doch die Tür. Sie und Bobby verbringen gemeinsam einen romantischen Abend und dann die Nacht.
Jessy erfährt am nächsten Morgen, dass ihr Liebhaber Bobby Moritz ist. Er kündigte zwar in der Zwischenzeit seinen Job, aber sie will ihn nie wieder sehen und fährt erneut ins Krankenhaus. In derselben Zeit bringt ein mit Jet James befreundeter Musiker Jet heim. Jet spricht mit Bobby und gibt ihm seinen Segen. Bobby schaut sich einen Film über das Woodstock-Festival an, in dem Jessy als ein Kleinkind zu sehen ist.
Am Ende verzeiht Jessy Bobby die Täuschung.

## Kritiken
Ryan Cracknell kritisierte im „Apollo Guide“, dass die meisten Rollen „schrecklich fehlbesetzt“ seien, wobei er besonders Casper Van Dien und Christopher Lloyd nannte. Er lobte nur die Darstellung von Lauren Graham. Cracknell kritisierte außerdem die Dialoge und bezeichnete den Film als „zu familiär“.

## Hintergrund
- Der Film wurde in Los Angeles gedreht.
- Das in einer der Szenen verwendete Gedicht schrieb Casper Van Dien selbst.